# Ample
L'Ample est une rivière française du département Pyrénées-Orientales de la région Occitanie et un affluent du fleuve le Tech.

## Géographie

### Description
D'une longueur de 15,7 kilomètres, l'Ample prend sa source sur la commune de Prunet-et-Belpuig à 645 mètres d'altitude, au sud du coll del Ram (671 m), entre un sommet appelé el Castell (772 m) et une crête nommée serrat de l'Església qui ne dépasse guère les 700 m d'altitude.
Il coule globalement du nord-ouest vers le sud-est.
Il conflue sur la commune de Reynès, à 183 mètres d'altitude, près du Puig Llober (266 m).

### Communes traversées
Dans le seul département des Pyrénées-Orientales, l'Ample traverse six communes :
- dans le sens amont vers aval : Prunet-et-Belpuig (source), Calmeilles, Saint-Marsal, Taillet, Montbolo, Reynès (confluence).

### Bassin versant
L'Ample traverse une seule zone hydrologique Le Tech de la rivière Ample incluse au Riucerda inclus (Y025) de 486 km2 de superficie. Le bassin versant de l'Ample est de 48 km2.

### Organisme gestionnaire

Communes adhérant au Syndicat Intercommunal de Gestion et d'Aménagement du Tech.

La gestion et l'aménagement du Tech est géré depuis 1994 par le Syndicat Intercommunal de Gestion et d'Aménagement du Tech, une structure 
EPCI regroupant trente-cinq communes du bassin versant La vallée du Tech et son embouchure sont deux sites classés Natura 2000.

## Hydrographie
L'Ample a quatre affluents référencés :
- le correc de la Vernosa (rg) 2,7 km, sur la seule commune de Calmeilles avec un affluent :
  - le correc dels Pastors (rd) 3 km, sur la seule commune de Calmeilles
- la rivière du mas del Comte (rd) 3,3 km, sur les trois communes de Calmeilles, Prunet-et-Belpuig et Saint-Marsal avec un affluent :
  - le correc de Puig Naut (rg) 1,2 km, sur la seule commune de Saint-Marsal.
- le correc de Can Janes, ou correc de Janer[5] (rd) 1,4 km, sur la seule commune de Saint-Marsal.
- la rivière de Saint-Marsal (rd) 9,4 km, sur les trois communes de Montbolo, Saint-Marsal et Taulis avec deux affluents :
  - le correc de Coste Roste (rg) 1,6 km, sur la seule commune de Saint-Marsal.
  - le correc dels Noguès (rg) 1,3 km, sur la seule commune de Saint-Marsal.

Le rang de Strahler est de donc de trois.

## Toponymie
Pour un article plus général, voir Toponymie des Pyrénées-Orientales.
Les noms de lieux de la vallée de l'Ample sont issus de la langue catalane.
En catalan le nom est Riu Ample.
Le nom vient du latin amplus (large), du fait de la large vallée des Aspres dans laquelle coule l'Ample.
Le nom Aspres provient de l'adjectif  latin asper-aspera signifiant âpre. Aspre, en catalan désigne une terre rocailleuse, en hauteur, sèche, stérile et difficile à cultiver. Mis au pluriel, il a fini par désigner l'actuel territoire des Aspres. Le mot Vallespir a la même origine, le latin aspera étant accolé à valle, « vallée ».
Le Coll del Ram est un col (catalan coll). Le mot Ram peut désigner une branche ou un bosquet. Castell signifie « château ». En effet, un château en ruines se trouve à son sommet. Un serrat est une crête ou une colline, une església étant une église. À proximité de la source de l'Ample et du Serrat de l'Església se trouve la chapelle de la Trinité de Prunet-et-Belpuig.